# Travaux d'archéologie limousine
Travaux d'archéologie limousine (TAL) est une revue scientifique annuelle à comité de lecture, éditée par l'association Archéologie en Limousin. Fondée en 1979, le premier volume paraît en 1981.

## Description
La revue était initialement centrée sur les actualités de la circonscription des Antiquités historiques du Limousin avant de s'ouvrir plus largement aux travaux archéologiques menés dans le Limousin. Les actualités ont été retirées en 1993, après la création du Bulletin scientifique régional (BSR) en 1991.
Dotée depuis 1993 d'un conseil scientifique puis d'un comité de rédaction et d'un comité de lecture depuis 2006, elle a été dirigée par Jean-Michel Desbordes, ancien directeur des Antiquités historiques du Limousin, de sa fondation à 2004, date à laquelle Jean-Pierre Loustaud a pris sa succession.
Outre les numéros annuels, neuf suppléments ont été publiés jusqu'en 2010.